# 斯威夫特正义
《斯威夫特正义》（英語：Swift Justice）是迪克·沃夫和理查德·阿尔巴里诺创作的美国侦破电视剧，于1996年3月13日至7月17日在联合派拉蒙电视网共播出一季。节目讲述前海豹部隊成员麦克·斯威夫特（詹姆斯·麥卡菲饰）被纽约市警察局开除后当上私家侦探，父亲艾尔·斯威夫特（兰·卡琉饰）、过去的警局搭档兰德尔·帕特森警探（蓋瑞·杜爾登）都支持他的新事业。电视剧的摄制预算不多，基本是在纽约实地取景。
专业评论认为《斯威夫特正义》过分强调暴力，特别是试播集开头的情节，将节目与罪案剧情电视剧《私家侦探》和1988年电影《終極警探》对比。面对观众、广告商和评论家针对暴力镜头的投诉，联合派拉蒙电视网将本剧停播。沃夫认为节目收视率还不错，不该这么快停播。《斯威夫特正义》的视觉呈现和麥卡菲的表演赢得赞誉，但剧评人认为剧情太公式化。

## 构想和人物
《斯威夫特正义》属侦破剧，讲述海豹部隊军人麦克·斯威夫特（Mac Swift，詹姆斯·麥卡菲饰）退伍后进入纽约市警察局工作，搭档兰德尔·帕特森（Randall Patterson，蓋瑞·杜爾登饰）警探正是他最铁的朋友，但麦克的直属上级正好是父亲艾尔·斯威夫特（Al Swift，兰·卡琉饰），和安德鲁·科芬（Andrew Coffin，吉安卡洛·伊坡托饰）等其他领导都经常训斥麦克。麦克在试播集中想要逮捕卖淫团伙的幕后黑手（斯基普·萨德思饰），此人还利用妓女制造甜蜜陷阱，勒索、贩毒和信用卡信息盗窃都有涉足。麦克为破案与妓女安妮（金·迪肯斯）合作，两人逐渐产生感情，她是为支付大学学费和母亲的养老院费用走上卖淫之路。安妮遭人谋杀后，麦克的行为变得越来越乖张和暴力，最终导致他在试播集结尾被警局解职。
麦克在后面的分集中成为私家侦探，向那些因“常规执法原则所限无法获得帮助”的人服务。他不动用私刑，而是设法提升客户走上法庭的胜算。麦克精通计算机，单靠设计软件的版稅收入就足以保障财务稳定，还设立电子邮件地址接受客户来信。据联合派拉蒙电视网宣传，麦克依靠“科技、智慧、魅力和肌肉”破案，是20世纪“90年代真正的技术主导型犯罪斗士”。兰德尔在全季经常向麦克提供案件信息，艾尔被降职，从外勤警官变成办公室警员。
部分分集涉及的案件包括：摇滚歌手想与家暴丈夫离婚而不可得；夫妻离婚后儿子和母亲生活，但却被父亲绑架；男子将受害人绑起来折磨，把高尔夫球朝他们身上打。客串出镜的明星包括珍妮佛·嘉納和德瑞·德·玛泰（Drea de Matteo）和Ice-T。许多评论员认为本剧过于暴力，特别是试播集开头就有九人死亡。虽然暴力镜头很多，但剧中却没有鲜血四溅的场面。部分剧评将《斯威夫特正义》与罪案剧情电视剧《私家侦探》（The Equalizer）和1988年电影動作片《終極警探》对比，《奥兰多哨兵报》（Orlando Sentinel）的哈尔·博德克（Hal Boedeker）认为新剧属“都市西部电视剧”。主创兼执行制作人迪克·沃夫觉得主人翁就像“不戴面具的蝙蝠俠”，节目基调反政治正確而行之。他根据1957年开播的电视剧《枪手圣骑士》（Have Gun – Will Travel）中的主人翁创作人物麦克，觉得麦克与兰德尔的友谊就像《致命武器》系列电影中的马丁·瑞格（Martin Riggs）和罗杰·默托（Roger Murtaugh）。

## 制作与播映

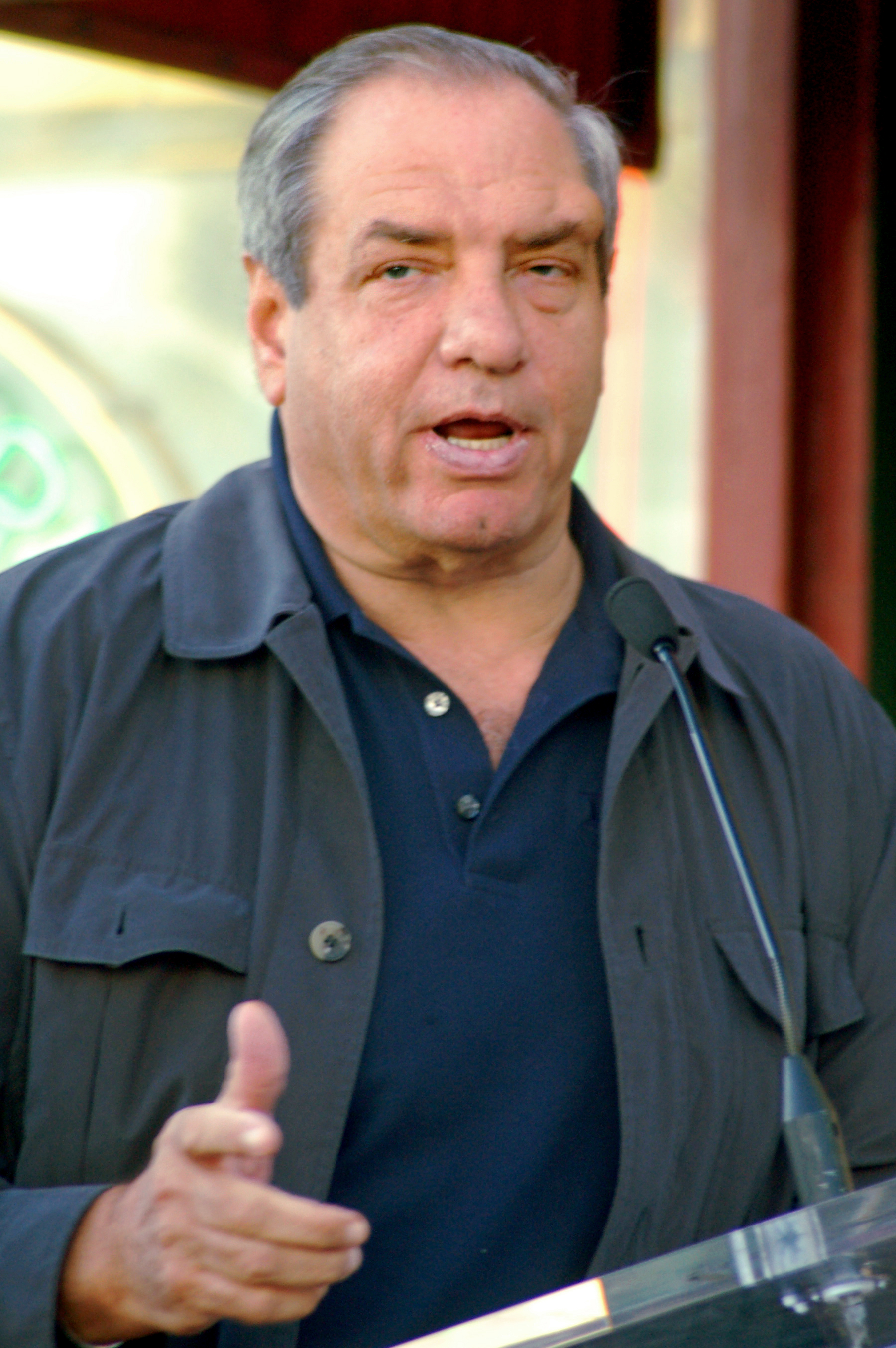
迪克·沃夫是《斯威夫特正义》的主创兼执行制作人

《斯威夫特正义》由沃夫影业与环球电视公司制作，沃夫和理查德·阿尔巴里诺（Richard Albarino）主创。节目是在纽约实地取景，《纽约》杂志的莫琳·卡拉汉（Maureen Callahan）称本剧制作成本很低。拍摄期间，在剧中客串出演诈骗犯的让-克洛德·拉马雷（Jean-Claude La Marre）差点被警员逮捕，拉马雷声称警方凭种族偏见抓人，制片商和纽约市警察局对此不予置评。托德·埃弗里特（Todd Everett）在《综艺》杂志发文，称里克·马洛塔（Rick Marotta）创作的合成打击器乐表现不俗。《斯威夫特正义》是加里·格拉斯伯格（Gary Glasberg）首度为剧长约一小时的电视节目编剧，自认属“重大突破”，他后来成为侦破剧《海军罪案调查处》的節目統籌。
联合派拉蒙电视网制订“新春激进节目单”，将电视台的节目时段增至每周三个晚上，并为此订购《斯威夫特正义》作为季中换血节目，占据北美东部时区周三晚九点档，1996年3至7月共播出13集。《落基山新闻报》（Rocky Mountain News）刊登达斯提·桑德斯（Dusty Saunders）的文章，称本剧证明联合派拉蒙电视网的节目正朝动作历险类转变。斯科蒂·杜普里（Scotty Dupree）在《媒体周刊》（Mediaweek）发文，认为本剧与《哨兵》（The Sentinel）均旨在吸收男观众，其中《斯威夫特正义》是除《执法悍将》以外周三晚唯一主要面向男观众的节目。对此沃夫也表示，电视剧的目标观众群是18至34岁男子。
《斯威夫特正义》的试播集提醒观众节目包含暴力内容。剧集播出期间，看门狗组织和部分观众批评电视剧不该有这么多暴力。联合派拉蒙电视网后来停播《斯威夫特正义》、《蒸发的男人》（Nowhere Man）、《微调》（Minor Adjustments）和《超自然界限》（The Paranormal Borderline），改播黑人情景喜剧，其中停播《斯威夫特正义》主要是因为观众和广告商针对暴力内容的投诉。2013年，沃夫在接受美国电视艺术与科学学院采访时称，当年联合派拉蒙电视网根本没有其他剧情电视剧的收视率能够与《斯威夫特正义》相比，停播决定过于草率。节目取消后，沃夫为电视剧《玩家》（Players，1997年）和电影《放逐》（Exiled: A Law & Order Movie，1998年）挑选演员时两度聘请，后者对此表示，沃夫经常挑选合作过的演员。

## 分集
| 集數 | 標題             | 導演                           | 編劇                     | 首播日期      | 美国收視人數 （百萬） |
| --- | ---------------- | ------------------------------ | ------------------------ | ------------- | --------------------- |
| 1 | 孤立无援         | 杰斯·亚历山大（Jace Alexander）              | 戴维··巴尔金（David H. Balkin）         | 1996年3月13日 | 待定                  |
| 卖淫团伙领头人命令妓女盗取恩客信用卡资料，纽约市警察局麦克·斯威夫特查案期间爱上妓女安妮，安妮遭谋杀后，麦克杀死杀手，因此被警局开除。 |                  |                                |                          |               |                       |
| 2 | 试播集           | 杰斯·亚历山大                  | 无记载                   | 1996年3月20日 | 3.7                   |
| 女客户的儿子被前夫绑架，麦克协助寻人期间发现嫌疑人是新纳粹团伙领袖。                                                                  |                  |                                |                          |               |                       |
| 3 | 性、死亡和摇滚乐 | 弗雷德里克·金·凯勒（Frederick King Keller）         | 加里·格拉斯伯格          | 1996年3月27日 | 待定                  |
| 想同丈夫离婚而不可得的女子向警方求助，兰德尔·帕特森请麦克出手。                                                                       |                  |                                |                          |               |                       |
| 4 | 超级笔记         | 弗雷德里克·金·凯勒             | 杰里·帕特里克·布朗（Jerry Patrick Brown）   | 1996年4月3日  | 2.0                   |
| 联邦探员在调查假幣案时失踪，他的搭档聘请麦克协助找人。                                                                                |                  |                                |                          |               |                       |
| 5 | 72大街疑案       | 奥斯卡·科斯托（Oscar L. Costo）              | 詹姆斯·戴尔（James Dale）          | 1996年4月10日 | 待定                  |
| 麦克帮前政治活动家搜寻企图谋杀她的凶手。                                                                                              |                  |                                |                          |               |                       |
| 6 | 收复街头         | 李·邦纳（Lee Bonner）                    | 桑尼·戈登（Sonny Gordon）            | 1996年4月24日 | 待定                  |
| 组织邻里反抗毒贩的女子被杀，麦克介入调查。                                                                                            |                  |                                |                          |               |                       |
| 7 | 百无禁忌         | 弗雷德里克·金·凯勒             | 加里·格拉斯伯格          | 1996年5月1日  | 待定                  |
| 女客户的男友失踪，麦克调查期间卷入非法牢笼格斗。                                                                                      |                  |                                |                          |               |                       |
| 8 | 马               | 马修·佩恩（Matthew Penn）                  | 乔纳森·罗伯特·卡普兰（Jonathan Robert Kaplan） | 1996年5月8日  | 待定                  |
| 麦克调查杀马案期间遇到高利貸放贷人。                                                                                                  |                  |                                |                          |               |                       |
| 9 | 毒药             | 弗雷德里克·金·凯勒             | 鲍勃·罗杰斯（Bob Rogers）          | 1996年5月15日 | 待定                  |
| 麦克和兰德尔一起调查科学家死亡案，发现制药公司销毁临床数据，靠致人死亡的药物大发横财。                                                |                  |                                |                          |               |                       |
| 10 | 以赛亚之女       | 耶苏斯·萨尔瓦多·特雷维尼奥（Jesús Salvador Treviño） | 威廉·哈斯利（William Hasley）          | 1996年5月22日 | 2.1                   |
| 阿米什男子来到曼哈頓寻找女儿，请求麦克帮助。                                                                                          |                  |                                |                          |               |                       |
| 11 | 阴霾             | 弗雷德里克·金·凯勒             | 桑尼·戈登                | 1996年7月2日  | 2.1                   |
| 女子发现有人企图谋杀她后请麦克帮忙找到此人，但她因酗酒忘记关键线索。                                                                  |                  |                                |                          |               |                       |
| 12 | 石头             | 无记载                         | 无记载                   | 1996年7月10日 | 待定                  |
| 缓刑出狱的女子向麦克求援，她的朋友从职业盗贼手中偷走价值两百万美元的珠宝。                                                            |                  |                                |                          |               |                       |
| 13 | 报应             | 弗雷德里克·金·凯勒             | 马克·里森（Mark Lisson）            | 1996年7月17日 | 待定                  |
| 麦克和兰道尔曾帮助某女逃脱连环杀手，但她又找上两人，称梦见凶手即将杀上门来。                                                          |                  |                                |                          |               |                       |

## 专业评价
评论员赞扬剧中视觉风格，但批评情节缺乏新意。埃弗里特和《芝加哥論壇報》的史蒂夫·约翰逊（Steve Johnson）都觉得节目镜头看上去颇为美观，但剧情实在俗套。埃弗里特认为本剧是联合派拉蒙电视网视觉上最诱人的节目，约翰逊认可电视剧“情感内敛、贴近街头”的风格。朱迪·尼科尔斯（Judy Nichols）在《基督科学箴言报》发文，同样认可剧中快速移动的动作风格，以及突如其来的快节奏镜头切换。但《波士頓環球報》的弗雷德里克·比德尔（Frederic M. Biddle）指出，单凭视觉风格还不足以支撑整部电视剧，也不是暴力镜头过于频繁的理由。比德尔整体认为节目金玉其外，却完全没有灵魂。
麥卡菲及所扮角色颇受好评。约翰·奥康纳（John O'Connor）在《纽约时报》发文，称赞麦克声为动作英雄也有充满情感的一面。《人物》周刊的汤姆·格利亚托（Tom Gliatto）与《弗吉尼亚向导报》（The Virginian-Pilot）的拉里·邦科（Larry Bonko）特别称赞麥卡菲的潇洒形象。格利亚托觉得他“非常帅气，但又不至于让人久久不能忘怀，或是觉得这么帅的人不可能是动作电视剧主角”；邦科也觉得人物的强悍极具魅力，还称麥卡菲是出演麦克的完美人选。
剧评人批评节目暴力内容过多。《德瑟雷特新闻报》（Deseret News）的斯科特·皮尔斯（Scott D. Pierce）批评电视剧构想脱离现实，全剧“到处都是暴力，动机引人质疑，只剩暴力和更多的暴力”。《旧金山纪事报》刊登约翰·卡曼（John Carman）的评论，认为本剧足以满足动作节目的要求，但完全不必要加入这么多暴力内容。部分评论批评《斯威夫特正义》剧情缺乏新意。苏珊·丹尼尔斯（Susanne Daniels）与辛西娅·利特尔顿（Cynthia Littleton）2007年的著作《季终：华纳兄弟电视网和联合派拉蒙电视网的意外崛起和衰落》（Season Finale: The Unexpected Rise and Fall of The WB and UPN）就对本剧嗤之以鼻，觉得不过是“烂大街的刑警剧”。博德克批评节目乏善可陈，仿佛倒退回20世纪80年代。霍华德·罗森伯格（Howard Rosenberg）在《洛杉磯時報》发文指出电视剧的情节漏洞，格利亚托批评剧中部分反派的愚蠢程度在犯罪史上都能排上号。